# Port lotniczy Sijalkot
Port lotniczy Sijalkot (IATA: SKT, ICAO: OPST) – międzynarodowy port lotniczy położony 14 km na zachód od Sijalkotu, w prowincji Pendżab, w Pakistanie.